# Кірхзар
Кірхзар (нім. Kirchsahr) — громада в Німеччині, розташована в землі Рейнланд-Пфальц. Входить до складу району Арвайлер. Складова частина об'єднання громад Альтенар.
Площа — 6,11 км2. Населення становить 368 ос. (станом на 31 грудня 2020).